# Томас Мур
Томас Мур (англ. Thomas Moore; 28 травня 1779—25 лютого 1852) — ірландський поет. Автор цілої низки сатир, спрямованих проти англійської політики.

## Біографія
Томас народився в родині ірландського торговця і католика. З 14 років співпрацював з різними дублінськими журналами, а в 19 закінчив Дублінський університет.
В 1800 році Мур видав «Оди Анакреона», а через рік видав «Поеми покійного Томаса Маленького». Поет здобув широку популярність і навіть був запрошений на посаду придворного поета, але відмовився від неї через наполегливі поради друзів-лібералів.
Невдовзі став реєстратором адміралтейства і поїхав на Бермудські острови. На зворотному шляху відвідав Америку — мекку тодішніх лібералів. Проте вже 1806 він видав збірку віршів, у якій негативно відгукнувся про Американську республіку. Зі Сполучених Штатів Мур повернувся реакціонером.
В 1807 вийшов перший збірник «Ірландських мелодій». Потім з'явилися «Національні мотиви» і «Священні пісні», які користувалися меншим успіхом, ніж «Мелодії». У 1815 році він почав роботу над своїм найбільшим твором — «Лалла Рук» (орієнтальна повість із чотирма вставними поемами). Східний колорит тут надзвичайно умовний, проте доволі яскравий. «Лалла Рук» перекладено перською мовою і в Ірані вважається «великою національною епопеєю». Найвідомішим прозовим твором Мура є біографія Байрона.

## Переклади українською мовою
Українською мовою поезію Томаса Мура перекладали Іван Франко, Михайло Орест, Леонід Черватенко, Марія Губко.
Павло Грабовський переклав поезії «Не забудьмо того поля…», «Найчудовіший вид…», «Увечері дзвін як задзвоне…», «Тебе… тебе забути нам?», «Забув співець кохання молоде…».